# Natural Language Toolkit
Das Natural Language Toolkit (NLTK) ist eine Zusammenstellung von Bibliotheken und Programmen der Programmiersprache Python (von Version 2.6 an) für Anwendungen der Computerlinguistik. Das NLTK ist quelloffen und wird unter der Apache-Lizenz vertrieben.
Die Entwicklung des NLTK begann im Jahr 2001 an der University of Pennsylvania unter Edward Loper und Steven Bird, die das Projekt seither gemeinsam mit Ewan Klein leiten. Da das NLTK in erster Linie zu Lehrzwecken entwickelt und dementsprechend angelegt wurde, ist eine umfangreiche Dokumentation, inklusive eines begleitenden, von den NLTK-Entwicklern selbst verfassten Lehrbuchs zur (symbolischen wie auch statistischen) Sprachverarbeitung in Python fester Bestandteil des Projekts. Verbreitung fand das NLTK daher insbesondere im Lehrbereich der Linguistik bzw. Computerlinguistik, des Information Retrieval und maschinellen Lernens sowie den Kognitionswissenschaften; es kann und wird darüber hinaus jedoch auch in der Forschung eingesetzt.